# Darby (Montana)
Darby – miasto w Stanach Zjednoczonych, w stanie Montana, w hrabstwie Ravalli.